# Szíria a 2004. évi nyári olimpiai játékokon
Szíria a görögországi Athénban megrendezett 2004. évi nyári olimpiai játékok egyik részt vevő nemzete volt. Az országot az olimpián 5 sportágban 6 sportoló képviselte, akik összesen 1 érmet szereztek.

## Érmesek
| Érem  | Versenyző      | Sportág   | Versenyszám |
| ----- | -------------- | --------- | ----------- |
| Bronz | Nászer es-Sámi | Ökölvívás | Nehézsúly   |

## Atlétika
Férfi
| Versenyző          | Versenyszám | Selejtező | Selejtező | Döntő    | Döntő    |
| Versenyző          | Versenyszám | Eredmény  | Helyezés  | Eredmény | Helyezés |
| ------------------ | ----------- | --------- | --------- | -------- | -------- |
| Mohammad el-Hazúri | Hármasugrás | 16,37 m   | 25.       | kiesett  | kiesett  |

Női
| Versenyző    | Versenyszám | Előfutam | Előfutam | Előfutam | Döntő   | Döntő    |
| Versenyző    | Versenyszám | Idő      | Hely.    | Össz.    | Idő     | Helyezés |
| ------------ | ----------- | -------- | -------- | -------- | ------- | -------- |
| Zejnab Bakúr | 5000 m      | 17:18,66 | 18.      | 38.      | kiesett | kiesett  |

## Cselgáncs
Férfi
| Versenyző    | Versenyszám  | 32-es főtábla                    | Nyolcaddöntő      | Negyeddöntő       | Elődöntő          | Vigaszág első kör | Vigaszág negyeddöntő | Vigaszág elődöntő | Bronz- mérkőzés   | Döntő             | Helyezés    |
| Versenyző    | Versenyszám  | Ellenfél Eredmény                | Ellenfél Eredmény | Ellenfél Eredmény | Ellenfél Eredmény | Ellenfél Eredmény | Ellenfél Eredmény    | Ellenfél Eredmény | Ellenfél Eredmény | Ellenfél Eredmény | Helyezés    |
| ------------ | ------------ | -------------------------------- | ----------------- | ----------------- | ----------------- | ----------------- | -------------------- | ----------------- | ----------------- | ----------------- | ----------- |
| Jhja Haszába | Félnehézsúly | Rhadi Ferguson (USA) · 0001-1110 | kiesett           | kiesett           | kiesett           |                   |                      |                   |                   |                   | helyezetlen |

## Ökölvívás
| Versenyző      | Versenyszám | Selejtező         | Nyolcaddöntő                     | Negyeddöntő                        | Elődöntő                   | Döntő             | Helyezés |
| Versenyző      | Versenyszám | Ellenfél Eredmény | Ellenfél Eredmény                | Ellenfél Eredmény                  | Ellenfél Eredmény          | Ellenfél Eredmény | Helyezés |
| -------------- | ----------- | ----------------- | -------------------------------- | ---------------------------------- | -------------------------- | ----------------- | -------- |
| Nászer es-Sámi | Nehézsúly   |                   | Emmanuel Izonritei (NGR) · 30-17 | Vüqar Mursal Ələkbərov (AZE) · DSQ | Odlanier Solís (CUB) · RSC | kiesett           |          |

DSQ - leléptetés

RSC - a játékvezető megállította a mérkőzést

## Sportlövészet
Férfi
| Versenyző  | Versenyszám | Selejtező | Selejtező | Döntő   | Döntő    |
| Versenyző  | Versenyszám | Pont      | Helyezés  | Pont    | Helyezés |
| ---------- | ----------- | --------- | --------- | ------- | -------- |
| Rozsé Dáhi | Skeet       | 106       | 41.       | kiesett | kiesett  |

## Úszás
Férfi
| Versenyző             | Versenyszám | Előfutam | Előfutam | Előfutam | Elődöntő | Elődöntő | Elődöntő | Döntő   | Döntő    |
| Versenyző             | Versenyszám | Idő      | Hely.    | Össz.    | Idő      | Hely.    | Össz.    | Idő     | Helyezés |
| --------------------- | ----------- | -------- | -------- | -------- | -------- | -------- | -------- | ------- | -------- |
| Ráfed Zijád el-Maszri | 50 m gyors  | 22,58    | 4.       | 18.*     | kiesett  | kiesett  | kiesett  | kiesett | kiesett  |

* - két másik versenyzővel azonos időt ért el